# 郑译
郑译（540年—591年8月25日），字正议，一作正义，荥阳郡开封县（今河南省开封市祥符区）人，出自荥阳郑氏北祖第三房，北周、隋朝官员。

## 生平
郑译的堂叔开府郑文宽娶平阳公主，平阳公主没有生儿子，公主的姐夫宇文泰命令郑译过继给郑文宽。郑译因此受到宇文泰的亲爱，宇文泰经常让郑译与自己的儿子们一起聚集游玩。郑文宽后来有了两个儿子，郑译回到自己亲生父母那里。
北周时担任内史下大夫，大象二年（580年），周宣帝宇文赟死后，和刘昉矫诏使杨坚辅政。郑译历任柱国、丞相府长史。杨坚建立隋朝，他担任隆州刺史，岐州刺史(後與母親別居被弾劾不孝，被隋文帝訓令重讀孝經與接回母親)。後任太常参议定乐，为《乐府声调》。

## 家庭

### 父母
- 郑道邕，北周少司空、金乡文子
- 李稚媛，出自赵郡李氏东祖，北魏征东将军、扬州刺史、淮南大都督、濮阳文静伯李宪第五女，封常山郡君，又晋封沛国太夫人

### 兄弟姐妹
- 郑诩，开府仪同三司、大将军、邵州刺史、金乡县子
- 郑诚，北周大将军、开封县公
- 郑诠，唐朝蜀郡太守、许昌县伯
- 郑氏，嫁北周小冢宰、江陵总管、安昌公元则

### 夫人
- 兰陵萧氏，梁简文帝萧纲孙女，当阳王萧大心之女，封安固公主[1]

### 子女
- 郑元璹，唐朝宜州刺史、沛简公[1]
- 郑善愿，归昌县公[1]
- 郑元琮，城皋郡公[1]
- 郑元珣，永安县男[1]

## 延伸阅读
[在维基数据编辑]
 《隋書·卷38》，出自魏徵《隋书》